# Serge Amouret
Serge Amouret, né le 13 octobre 1957 à Rouen (Seine-Maritime), est un footballeur français.

## Biographie
Défenseur central formé au FC Rouen, il signe en 1980 au Havre AC où il dispute presque 200 matchs en D2 avec à la clé un titre de champion de France de D2 en 1985.
Mais il quitte le club sans jamais connaître la Division 1.
Il joue ensuite à l'Amiens SC de 1985 à 1987, puis il retourne au FC Rouen pour la saison 1987-1988.
Il termine sa carrière au FC Saint-Lô Manche de 1988 à 1991.

## Palmarès
- Champion de France de D2 en 1985 avec Le Havre